# Acanthagrion chararum
Acanthagrion chararum är en trollsländeart som beskrevs av Philip Powell Calvert 1909. Acanthagrion chararum ingår i släktet Acanthagrion och familjen dammflicksländor. Inga underarter finns listade i Catalogue of Life.